# Molí de la Farga
El Molí de la Farga és una obra del municipi de Saldes (Berguedà) inclosa en l'Inventari del Patrimoni Arquitectònic de Catalunya.

## Descripció
El molí de la Farga és una construcció de planta rectangular coberta a dues vessants i amb el carener paral·lel a la façana orientada a migdia, on s'obra, per un costat, la porta d'arc rebaixat i per l'altre una finestra amb llinda de fusta. En aquesta façana és visible el cacau i a l'interior de l'edifici part de les màquines (moles, rodet, etc.) del molí. Pel costat del llevant i tramuntana l'edifici fou ampliat per tal s'aixoplugà una petita serradora que aprofitava, com el molí, la força de l'aigua de valls.

## Història
El molí fariner fou construït a finals del s. XVII o a començaments del XVIII i es va mantenir actiu fins després de la Guerra Civil. A començaments del s. XX s'hi van fer reformes i es va muntar una petita serradora.